# Муханов Олександр Ілліч
Олександр Ілліч Муханов (8 (19) січня 1766 — 29 жовтня (10 листопада) 1815) — дійсний статський радник, шталмейстер з роду Муханових. За Павла I та Олександра I служив послідовно казанським, полтавським і рязанським губернатором.

## Життєпис
Народився 8 (19) січня 1766 року в родині полковника Іллі Муханова (1721—1799) і Параски, уродженої Сафонової (1727—1790). Онук контр-адмірала Іпата Муханова, одного зі сподвижників Петра I. Брат Сергій Муханов — обер-шталмейстер двору імператриці Марії Федорівни.
Службу розпочав у 1775 році у Конногвардійському полку. У чині полковника перейшов на цивільну службу. Перебував віце-губернатором у Новгороді, потім 5 квітня 1799 року в чині дійсного статського радника був призначений губернатором у Казанську губернію. За звинуваченням у зловживаннях було звільнено з посади у листопаді 1801 року та віддано під суд. Однак у травні 1805 року був повернутий на службу як полтавський цивільний губернатор. З 17 березня 1806 року по 27 березня 1811 року обіймав посаду Рязанського губернатора. З 27 березня 1811 року був призначений шталмейстером Високого двору, директором палацових кінських заводів та присутнім у кінській експедиції.
Під час Французько-російської війни, після заняття військами Наполеона Москви колишній губернатор і його сім'я евакуювалися в маєток Саввати Елатомського повіту Тамбовської губернії.
Помер 29 жовтня (10 листопада) 1815 року. Похований у Москві в Новодівичому монастирі.

## Рязанський губернатор
Час губернаторства О. Муханова не сильно позначилося історія Рязанської губернії. Олександр за натурою був паном, який не обтяжував себе роботою, яку він доручав підлеглим. Значну частину робочого дня проводив у столиці та інших містах, буваючи в Рязані лише зрідка. Таке ставлення до обов'язків прощалося завдяки підтримці брата — обершталмейстера імператриці Марії Федорівни, матері імператора Олександра I. Особливу увагу губернатор приділяв лише тим справам, які цікавили його особисто.
У 1806 році за високим наказом княгині Трубецької виділили позику з державної скарбниці на будівництво в селі Федоркіно (нині Гришине) Рязанської губернії сталевого заводу, який став виробляти «сталеві ножі, виделки, лікарські, слюсарні, математичні та столярні інструменти, ножиці, прилади» і був «дуже корисним і підтримки потрібним».
У 1807 році губернатор ухвалив рішення про створення на березі Трубежа, навпроти присутніх місць громадського саду. Після отримання дозволу імператора було розбито алею, посаджено дерева, але на цьому роботи було зупинено. Лише за кілька років наступні губернатори зуміли їх завершити.
Видатну діяльність у Рязані під час губернаторства Муханова грав надвірний радник і кавалер Петро Мальшин. У 1807 році на його кошти почалося будівництво кам'яного Скорб'ященського храму на території однойменного цвинтаря, а в 1808 — на капітал в 15 000 рублів була збудована кам'яна двоповерхова чоловіча богодільня.
У 1808 році губернською і повітовою владою була проведена велика робота зі складання найдокладнішої з усіх існували до цього карти Рязанської губернії, що призначалася насамперед для розквартирування військових частин.

## Нагороди
- Орден Святого Іоанна Єрусалимського
- Орден Святої Анни 2-го ступеня
- Орден Святої Анни 1-го ступеня

## Родина
Дружина — Наталія Олександрівна Саблукова (18.08.1778 -05.07.1855), дочка сенатора О. Саблукова. Народилася у Петербурзі, хрещена 20 серпня 1778 року у Симеоновській церкви. Їх діти:
- Павло (1797—1871) — історик.
- Петро (1799—1854) — декабрист.
- Катерина (1800—1876) — одружена з ректором Московського університету А. Альфонським.
- Єлизавета (1803—1836) — одружена з князем В. Шаховським братом дружини декабриста О. Муравйова.
- Михайло (1808-07.12.1815), похований у Новодівочому монастирі.
- Микола (20.05.1814—15.03.1816), похований у Новодівочому монастирі.